# MUDI-MUMS-guiden
MUDI-MUMS-guiden (Mat Utan Djurindustri - Mat Utan Multinationella Storföretag) är en lista över företag som bedömts producera mat med bristande hänsyn till djurs välfärd eller med låg demokratisk kontroll.
Listan började som en kampanj initierad av Thorild och Malin Dahlgren i Gävle i början av 1970-talet. Listan har sedan anammats och utvecklats 1976 av rörelsen Framtiden i våra händer och senare av Jordens Vänner (en svensk avdelning av den transnationella organisationen Friends of the Earth) och utkommit i flera nya upplagor, den senaste från 2007.
Den innehåller rekommendationer om vilka livsmedelsproducenter organisationen anser att man som konsument bör undvika. Kriterierna är att det är bättre med lokalt producerade varor, att det är bättre med småskalig produktion än storskalig, och att det är bättre med svenskägda småföretag än utländska och transnationella storföretag. Efter hand har nya kriterier tillkommit, som främjande av produkter från ekologiskt jordbruk och undvikande av GMO-produkter.

## Utgåvor (urval)
- Erlandson Måns, red (1996). MudiMums 1996. Stockholm: Miljöförb. Jordens vänner. Libris 2323504
- Schön Emil, red (2007). Makten över maten: med Mudimums-guiden 2007. Mudimums-guiden, 1650-6790 ; 2007 (2. rev. uppl.). Göteborg: Miljöförbundet Jordens vänner. Libris 10832998. ISBN 9789197420952